# Мискин, Владимир Иванович
Владимир Иванович Мискин (29 ноября 1929 — неизвестно) — советский хоккеист, нападающий.

## Биография
Воспитанник команды Мясокомбината (Москва — футбол, хоккей с мячом). В хоккее с шайбой играл за команды «Динамо» Московская область (1949/50), «Спартак» Москва (1951/52 — 1952/53), «Химик» / ДК имени Карла Маркса / команда г. Электросталь (1952/53 — Кубок СССР, 1956/57 — 1958/59), «Химик» Воскресенск / Москва (1953/54 — 1955/56). В чемпионате СССР провёл пять сезонов (1951/52 — 1952/53, 1955/56 — 1957/58).
В футболе играл за клубную (1950) и вторую (1952) команды московского «Динамо».